# Val d’Anniviers

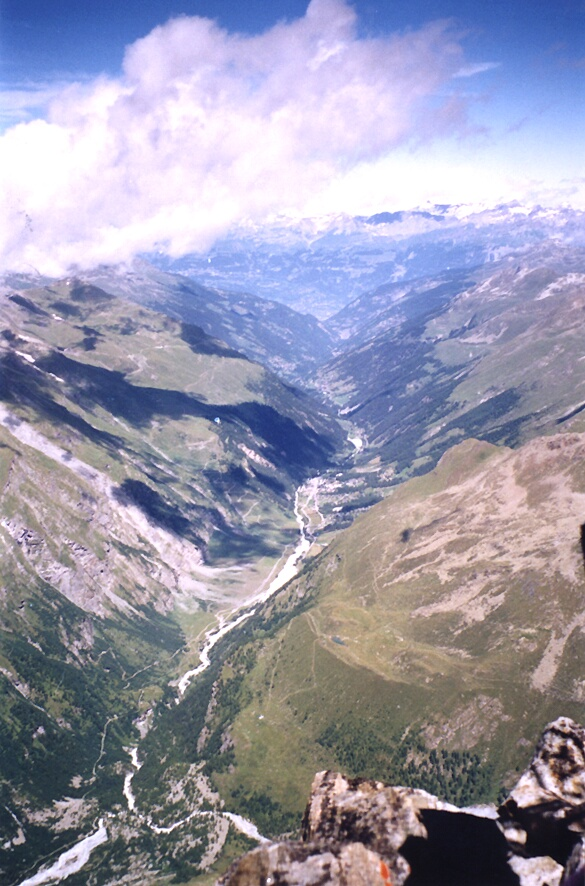
Val d’Anniviers, a „hunok völgye”

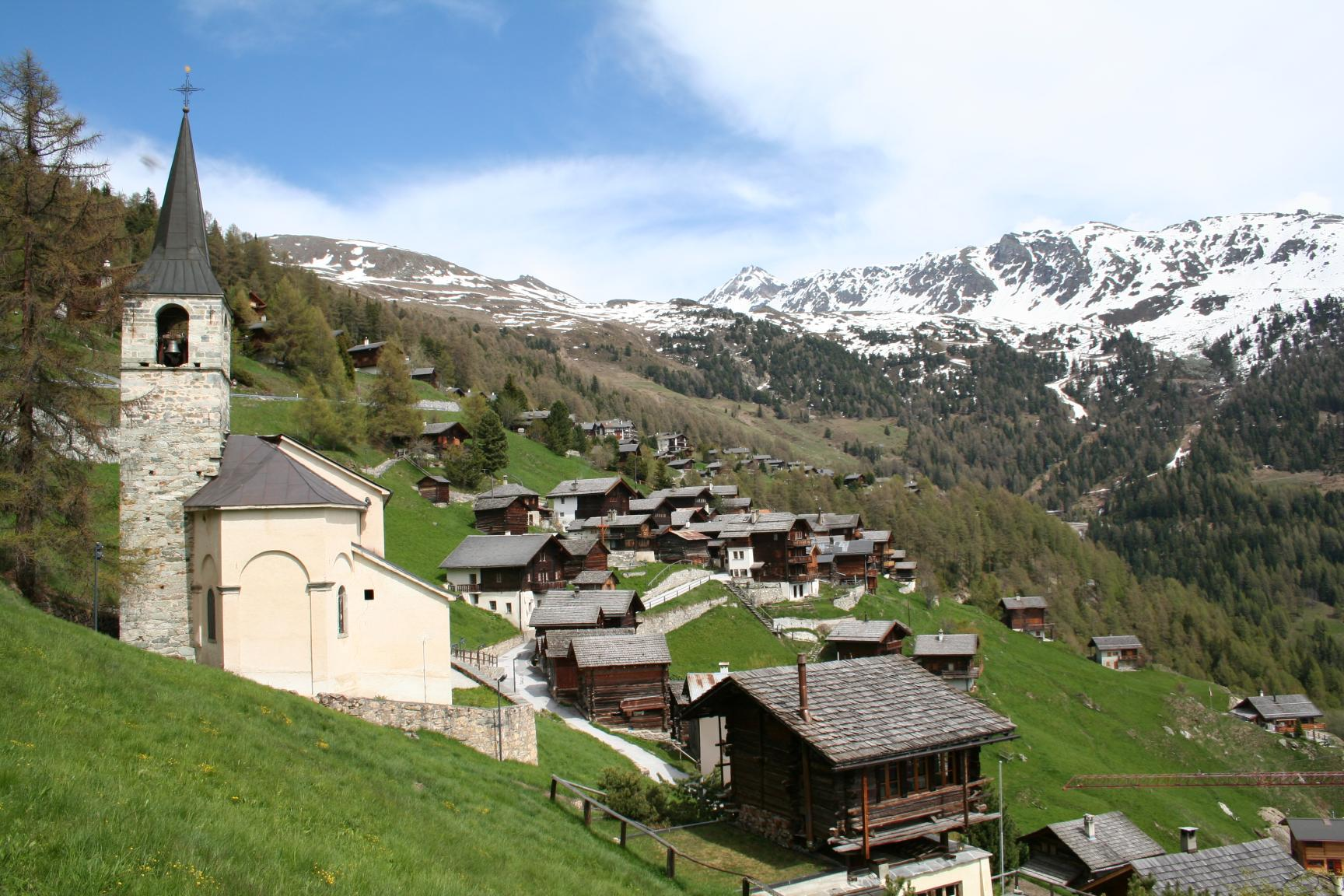
Chandolin

A Val d’Anniviers (é. sz. 46° 12′, k. h. 7° 30′46.200000°N 7.500000°EKoordináták: é. sz. 46° 12′, k. h. 7° 30′46.200000°N 7.500000°E) egy svájci völgy. Lakóiról feltételezik, hogy hun eredetűek.

## Fekvése
A völgy Svájc déli részén, Wallis/Valais (Vallese/Vallais) kanton Sierre/Siders nevű városának közelében, a Rhône folyótól indul, és felnyúlik egészen a 4478 m magas Matterhorn csúcsig.

## Történelem

### Hun eredet
A terület a magyar történetírásban mint Hunok völgye is ismert. Attila, a catalaunumi síkon 451-ben vívott ütközet után visszavonult Pannoniába. Feltételezik, hogy a főseregtől leszakadt hun csapattöredékeket a rómaiak és szövetségeseik, Aetius római hadvezér irányításával tovább üldözték, és ezek vetődhettek a Rhône völgyéből nyíló, elzárt mellékvölgybe.
A völgyben lakók testalkata, élettani jellemzői (mongolfoltja, markerjegyei stb.), népművészete (életfái, tulipánjai, kopjafái), ételkultúrája (húspácolása) és nyelve[forrás?] átvészelte az évszázadok viharait, és részben még ma is tanulmányozható, dokumentálható.
A Kiszely István antropológus által 1996-ban írt A svájci "hun völgy" című tanulmány, valamint az 1781-ben a genfi székesegyház kántora, Mark Theodor Bourrit által, az Alpokról írt könyvében is szerepelnek a völgyben lakó népek hun eredetét feltételező kijelentések. Horváth Mihály külföldre emigrált magyar lelkész 1853-ban járt a völgyben, amelyről 1881-ben jelent meg beszámolója.

### A hun-magyar elmélet kritikája
Horváth Mihály 1881-es beszámolója közli gróf Rivaz, sioni kanonok levelét, aki negyven éven át kutatta Valais kanton történetét. Rivaz szerint a falu lakossága hun, illetve esetleges magyar eredetére semmilyen történeti bizonyíték nincsen, a hiedelem egyedül a hagyományokon alapszik. Horváth látogatást tett a településen, megállapította, hogy lakói embertanilag semmilyen módon nem különböznek Svájc egyéb részeinek lakóitól. Nyelvészeti vizsgálatokat is folytatott, s megállapította, hogy az ott beszélt nyelv egyfajta tájnyelvi keveréke az olasz, francia és egyén nyelvek szavainak, s jellegében nem különbözik a térség többi tájnyelvétől. Horváth konklúziója az, hogy a hun-magyar eredet bizonyíthatatlan. Az Ethnographia 1890. évi első száma közli Réthy László A svájci hunnok című cikkét . A völgy lakóinak hun-magyar eredetére vonatkozó állításokat komolytalannak tartotta, megfogalmazása szerint "Semmi, éppen semmi nyom, a legkisebb jel sem mutat arra, hogy hunn őseink hadi útjokban az anniviersi völgyben vonták volna meg magukat." Ő is járt a településen, tanulmányozta a helyiek szokásait, nyelvét (ez utóbbiról így ír: "Franczia paraszti nyelv az, mely hangtanilag a piemonti olaszba megy át, grammatikájára nézve is olyan szabályos fejlődés, miben a franczia s olasz nyelvhatárok találkozását látjuk meg.". Vizsgálta a számneveket, amelyek egy nyelvben a legkevésbé változnak: a völgy lakóinak számnevei egyértelműen francia, némi hangtani közeledéssel az észak-olasz dialektushoz. Kereste a hun-magyar hagyományok (lótartás, emlékek a síksági életre, esetleg a völgybe való bevándorlás) emlékeit a helyi nép körében, de semmit sem talált. Megállapítása szerint egy lovas nép, amely a kengyel ismeretével történelmi korszakot alkot nem alakul át oly módon, hogy a hegyekbe menekülve letelepedik, s pásztori életbe kezd. Megfogalmazása szerint "...népek, ha nagy katasztrófák után hazát kell változtatniuk, régi életviszonyaik szerint fogják sorsukat intézni. Lovas népek sík vidékekre vándorolnak el. leégett városok lakói elszélednek a világ négy tája felé, újból városokban keresve boldogulást, nomád népek uj legelőket keresnek barmaiknak.". Érdekes párhuzamot állít fel a többi, a térség őstörténetére vonatkozó elmélettel, Christian Moritz Engelhardt például a vidék helyneveit szaracén (arab) eredetre vezeti vissza, így arab őslakosságot tételezve fel. Réthy e szavakkal összegzi véleményét a hun-magyar eredetfeltételezésről:
"így teremnek a tudomány kacsái! Ezek a jómadarak észrevétlenül röpködnek ki fészkeikből, majd nagy hápogással hatalmas köröket irnak le vándorutjokban s gyakran hosszú, hosszú életűek."
Kiszely István munkáiban nem tesz említést Réthy e tanulmányáról. A Néprajzi Értesítő 1913-as évfolyamában  Makoldy Sándor közölt beszámolót a „svájci hunok” életéről és szokásairól (Az anniviardok u. n. svájczi hunnok multja és jelene). Megállapította, hogy az etnográfiai sajátosságokból nem lehet következtetni a népesség idegen eredetére, de nem zárja ki teljesen a hagyományt. Radó György a Kortárs 1982. márciusi számában  írt cikket, személyesen járt a településen, beszélt a lakókkal, akik nem is ismerték a legendát. Az elmélet kritikáinak legkitűnőbb összefoglalását a Nyelv és Tudomány című oldalon megjelent Hun volt, hun nem volt... Így teremnek a tudomány kacsái című cikk adja 

## Emlékezete
- Balassa Sándor: Hunok völgye (Val d’Anniviers) – szimfonikus költemény (1999), Nemeskürty István magyar millenniumi kormánybiztos felkérésére. A mű 2000. január 21-én a Zeneakadémia nagytermében hangzott el először, a Pécsi Szimfonikus Zenekar előadásában, Howard Williams vezényletével.

## Külső hivatkozások
- A Val d’Anniviers története a Dictionnaire historique de la Suisse online kiadásában
- Kuruc.info: Hunok leszármazottai élnek Svájc hegyei között?
- Az Echo TV filmje.